# Rayet
Rayet település Franciaországban, Lot-et-Garonne megyében. Lakosainak száma 174 fő (2022. január 1.). Rayet Rampieux, Beaumontois-en-Périgord, Parranquet, Rives, Saint-Martin-de-Villeréal, Tourliac, Villeréal és Mazières-Naresse községekkel határos.

## Népesség
A település népessége az elmúlt években az alábbi módon változott:
| Lakosok száma | 134  | 145  | 149  | 159  | 175  | 177  | 179  | 180  | 180  | 174  |
|               | 1968 | 1982 | 1990 | 2006 | 2013 | 2015 | 2017 | 2019 | 2020 | 2022 |